# La Tessoualle

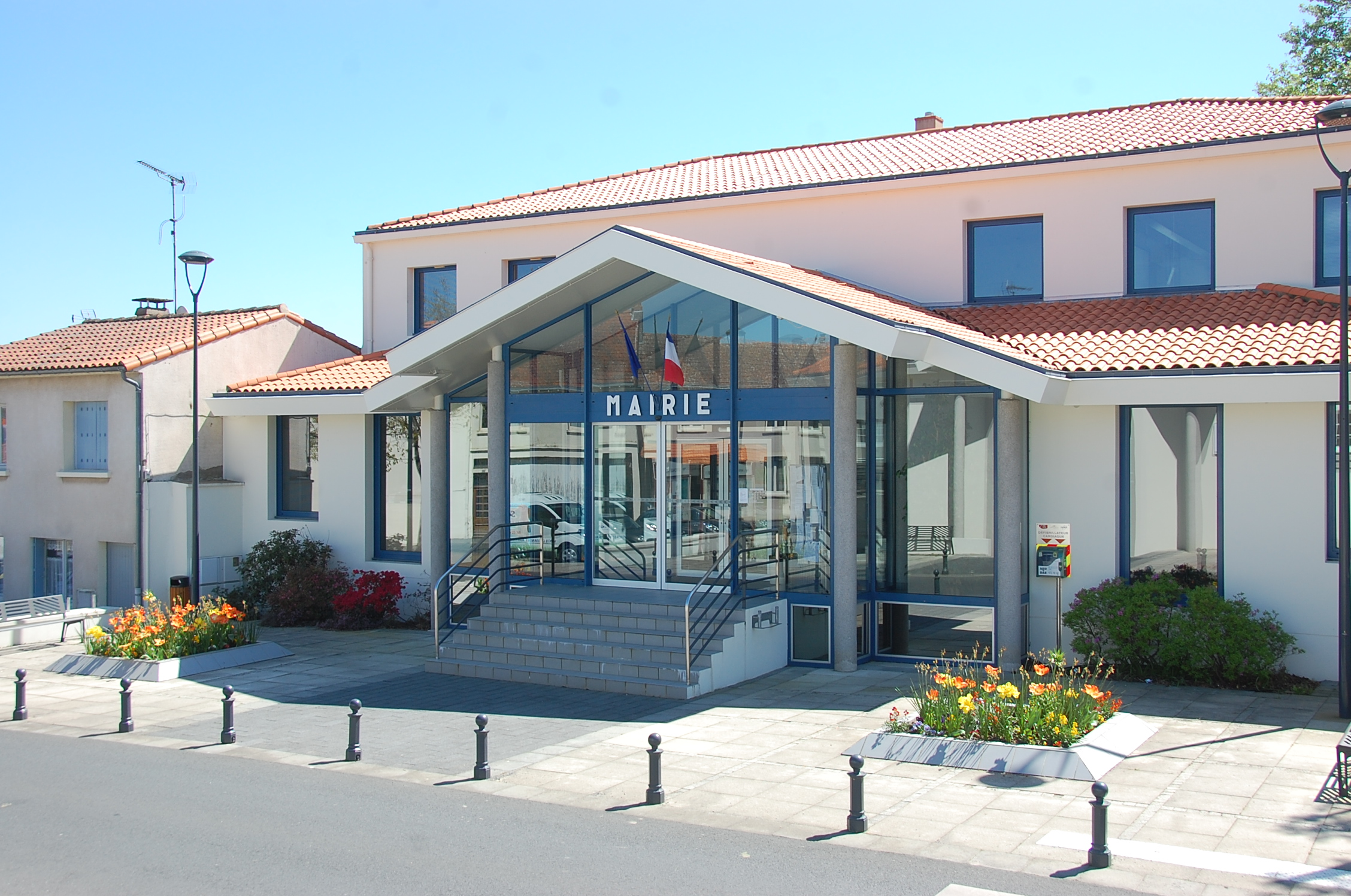
A Câmara Municipal de La Tessoualle (Maine-et-Loire, França).

La Tessoualle é uma comuna francesa na região administrativa da Pays de la Loire, no departamento de Maine-et-Loire. Estende-se por uma área de 21,21 km². Em 2010 a comuna tinha 3 270 habitantes (densidade: 154,2 hab./km²).